# Polilogaritmo incompleto
Em matemática, a função polilogaritmo incompleto é relacionada à função polilogaritmo. É algumas vezes conhecida como a integral incompleta de Fermi–Dirac ou a integral incompleta de Bose-Einstein. Pode ser definida por:
{\displaystyle \operatorname {Li} _{s}(b,z)={\frac {1}{\Gamma (s)}}\int _{b}^{\infty }{\frac {x^{s-1}}{e^{x}/z-1}}~dx.}
Expandindo sobre z=0 e integrando tem-se a a série de representação:
{\displaystyle \operatorname {Li} _{s}(b,z)=\sum _{k=1}^{\infty }{\frac {z^{k}}{k^{s}}}~{\frac {\Gamma (s,kb)}{\Gamma (s)}}}
onde Γ(s) é a função gama e Γ(s,x) é a função gama incompleta superior.